# WalkMe
WalkMe ist ein Software-Unternehmen mit Hauptsitz in Tel Aviv-Yafo, deren gleichnamiges Produkt als Software-as-a-Service (SaaS) angeboten wird. Diese Digital Adoption Platform (DAP) wurde in verschiedenen Studien als führendes DAP-Produkt anerkannt. Neben dem Hauptsitz hat das Unternehmen Niederlassungen über den Globus verteilt.
WalkMe hat mehr als 2.000 Unternehmenskunden und wurde fünf Jahre in Folge in die Forbes Cloud 100 aufgenommen. Im Dezember 2019 hatte WalkMe mehr als 307 Millionen US-Dollar an Risikokapital aufgebracht und wurde mit 2 Milliarden US-Dollar bewertet, was das Unternehmen zu einem Einhorn machte.
Der Börsengang des Unternehmens fand am 16. Juni 2021 statt und führte zu einer Bewertung von 2,56 Milliarden US-Dollar.

## Geschichte
„WalkMe Inc.“ wurde 2011 von Dan Adika, Rafael Sweary, Eyal Cohen und Yuval Shalom Ozanna gegründet. Im April 2012 brachten sie das Produkt „WalkMe“ auf den Markt. WalkMe hat bisher vier Unternehmen übernommen, nämlich im Januar 2017 Abbi, die Plattform für mobile A/B-Tests, im April 2017 das Analyse-Startup Jaco, im Juni 2018 das auf Künstliche Intelligenz in Benutzeroberflächen spezialisierte Unternehmen DeepUI.ai, und im April 2021 Zest.
Im Juni 2024 schloss der deutsche Softwarekonzern SAP eine bindende Vereinbarung zur Übernahme von WalkMe für 1,5 Milliarden US-Dollar.

## Produkt
Die Digital Adoption Platform (DAP) von WalkMe ist ein No-Code-System, das Unterstützung bei der Bedienung von Weboberflächen auf PC- und Mobilgeräten gibt. Die Plattform gliedert sich in Module für Design und Erstellung, Verwaltung und Veröffentlichung von Inhalten und Analysekomponenten zur Bewertung des Benutzererlebnisses. Die im Produkt angebotenen Lösungen können in vier Hauptkategorien eingeordnet werden:
Geführte Rundgänge
Innerhalb von Anwendungen und Websites kann der „WalkMe Builder“ geführte Rundgänge erstellen, die dem Benutzer kontextabhängig angezeigt werden, während er durch eine bestimmte Plattform navigiert.
Benutzerunterstützung
Dazu gehören verschiedene Methoden, um Nutzer auf Websites und in Anwendungen über die Schritte zu benachrichtigen, die sie ausführen müssen oder verpasst haben.
WalkMe Insights
„WalkMe Insights“ bietet einen Überblick über angebundene Anwendungen und zeigt, wo Prozesse geändert werden müssen, um die Effizienz der Nutzer zu verbessern. Darunter sind diese Dienste zu finden:
- Management-Dashboards: Geben Führungskräften einen Überblick über die Systemnutzung und Benutzerproduktivität im gesamten Systemverbund.[21]
- Digital Experience Analytics (DXA): Gewährt Einblicke in die Benutzererfahrungen über verschiedene Anwendungen hinweg, um festzustellen, wo Benutzer Schwierigkeiten haben um Verbesserungen vornehmen zu können.[22][23]
- Session Stream & Session Playback: Rekonstruiert vergangene Benutzersitzungen zur späteren Ansicht als Video oder in Listenform, um User Journeys und Schwächen in der Anwenderführung zu analysieren.[24]

Automatisierung
Die WalkMe-Plattform bietet Administratoren No-Code-Tools, mit denen sie automatisierte Prozesse erstellen können, sowie einen „ActionBot“, der teilweise gewisse Eingaben selbständig übernehmen kann.

## Mitteilungen (Auswahl)
Im April 2020 gaben WalkMe und Microsoft eine Partnerschaft bekannt, in deren Rahmen WalkMes DAP in Microsoft Dynamics 365 für Kunden und Partner eingebettet wird.
Im Mai 2020 wurde Andrew Casey zum ersten Chief Financial Officer (CFO) des Unternehmens ernannt. Casey, der zuvor bei ServiceNow tätig war, kam mit 29 Jahren Erfahrung im Bereich Unternehmens- und Betriebsfinanzen für private und börsennotierte Unternehmen zu WalkMe.
Im Oktober 2020 stellte WalkMe sein Digital Adoption Institute der Öffentlichkeit vor und bot Arbeitslosen und beurlaubten Personen ein Stipendium an, um sie im Bereich der digitalen Adoption zu schulen.

## Finanzierung
WalkMe hat in neun Finanzierungsrunden 307,5 Millionen US-Dollar aufgenommen. Nach der Finanzierungsrunde im Dezember 2019 wurde das Unternehmen mit 2 Milliarden US-Dollar bewertet.
- Im April 2012 sammelte WalkMe in seiner Serie-A-Runde unter der Leitung von Mangrove Capital Partners 1 Million US-Dollar ein.[29]
- Im Oktober 2012 erhielt das Unternehmen eine Serie-B-Finanzierung in Höhe von 5,5 Millionen US-Dollar, angeführt von Gemini Israel Ventures.[30]
- Im April 2014 sammelte WalkMe in seiner Serie-C-Finanzierungsrunde unter der Leitung von Scale Venture Partners 11 Millionen US-Dollar ein.[31]
- Im Juni 2015 sammelte WalkMe in der Serie-D-Runde 25 Millionen US-Dollar ein, angeführt von Greenspring Associates.[32]
- Im Mai 2016 und Juli 2017 nahm WalkMe in seiner Serie-E-Finanzierungsrunde unter der Leitung von Insight Partners insgesamt 125 Millionen US-Dollar auf.[33][34]
- Im September und November 2018 erhielt WalkMe eine Serie-F-Finanzierung in Höhe von 50 Millionen US-Dollar von Insight Partners und EDBI.[33]
- Im Dezember 2019 nahm WalkMe in seiner von Vitruvian Partners geführten Serie-G-Finanzierungsrunde 90 Millionen US-Dollar auf.[8]